# 东北警察故事
《东北警察故事》（英語：Fight Against Evil）由秦鹏飞执导，谢苗领衔主演，李大强、顾靖、衣云鹤、包小平、王维申主演的动作电影，于2021年10月4日在爱奇艺独家上映。

## 剧情
讲述了淞北市出现新兴犯罪组织，这个组织通过建立线上网络赌场，引诱当地居民参与非法赌博，并以威胁和恐吓的手段迫使当地企业家成为他们的线上赌场代理人。百姓们沉溺于网络赌博的陷阱中，欠下巨额赌债，不敢发声却面临着家破人亡的风险。李红旗（谢苗饰）是一名刑警，他陪着女友回老家过年时偶然发现岳父老陶卷入了这起涉黑案件。充满正义感的李红旗毅然决定放弃休假，与当地警方联手展开调查。在调查的过程中，李红旗不断面对来自犯罪分子的对抗和威胁。然而，凭借他丰富的经验和非凡的行动力，他最终成功粉碎了这场黑色风暴。

## 演員
| 演員   | 角色        | 介紹                                     |
| 谢苗   | 李红旗/九哥 | 滨州市公安局刑警，福利院兄弟姐妹排名老九 |
| 李大强 | 陶庆春      | 桃子的父亲，李红旗的岳父，淞北市大企业家 |
| 顾靖   | 桃子        | 李红旗的女友                             |
| 衣云鹤 | 肖大毛      | 肖家老大，犯罪组织成员                   |
| 包小平 | 肖二毛      | 肖家老二，外号二驴子，犯罪组织成员       |
| 王维申 | 肖三毛      | 肖家老三，犯罪组织头脑                   |
| 张皓森 | 刘冬/十一   | 二级警督，福利院兄弟姐妹排名十一         |

## 电影歌曲
| 曲别   | 歌名                   | 作曲   | 作詞   | 主唱     |
| ------ | ---------------------- | ------ | ------ | -------- |
| 插曲   | 《老婆最大》（粤语版） | 老猫   | 刘卓辉 | 崔子格   |
| 插曲   | 《兄弟想你了》         | 张世彬 | 张世彬 | 半吨兄弟 |
| 片尾曲 | 《光芒》               | 洪川   | 崔轼玄 | 林军     |

## 制作发行
2021年10月4日，该片于爱奇艺独家上映。